# James Stuart Blackton
James Stuart Blackton (Sheffield, South Yorkshire, 1875. január 5. – Los Angeles, Kalifornia, 1941. augusztus 13.) amerikai filmrendező, filmproducer, színész, forgatókönyvíró.

## Élete

### Pályafutása
1885-ben családja az USA-ba emigrált. New Yorkban tanult. Mint hírlapi rajzoló kezdte pályafutását, majd Thomas Alva Edison mellé került, akinek érdeklődését abban az időben főként a film kötötte le. A pionír Albert E. Smith-szel dolgozott együtt (1896) és a legkorábbi, kezdetleges filmekben mint szereplő tűnt fel. Az új technikai csoda kifejezési lehetőségeit korán felismerte. 1897-ben megalapította a Vitagraph filmvállalatot, később pedig a The Motion Pictures Story Magazine című filmlapot. 1900–1915 között a Vitaphone fonográfgyár elnöke volt. 1906-ban ő készítette el az első rajzfilmet, Vicces arcok vicces változásai címmel. 1917-ben saját vállalatot létesített. 1921–1923 között Angliában élt.

### Munkássága
A filmművészet egyik úttörője, ízlése és egyénisége rányomta bélyegét a kora amerikai filmgyártásra. John Bunny-val (Duci bácsi) rövid komédiákat forgatott, később szívesen filmesített meg közismert klasszikus témákat. Mint művészeti vezető ellenőrizte, korrigálta a Vitagraph valamennyi produkcióját. Igényes filmrendező volt, aki A való élet című sorozatával realista alapokon igyekezett megnyerni a közönség érdeklődését. Színesfilm-eljárással is próbálkozott.

### Magánélete
1898-1906 között Isabelle Mabel MacArthur volt a felesége. Két gyermekük született: Marian Constance Blackton (1901-1993) amerikai színész, forgatókönyvíró, és J. Stuart Blackton Jr. (1897-1968) rendezőasszisztens, színész. 1906-1930 között Paula Blackton (Paula Hilburn) (1881-1930) amerikai színésznő volt a párja. Itt is két gyermek született: Violet Virginia Blackton (1910-1965) amerikai színésznő és Charles Stuart Blackton (1913-2007) amerikai színész. 1931-1933 között Helen Stahle-lel élt együtt. 1936-1941 között Evangeline Russell (1902-1966) amerikai színésznő volt a párja.

## Filmjei
- Betörő a tetőn (The Burglar on the Roof) (1898)
- Tépjük szét a spanyol zászlót! (Tearing Down the Spanish Flag) (1898)
- Az elvarázsolt rajz (1900)
- Egy úriember Franciaországból (A Gentleman of France) (1905)
- Sherlock Holmes kalandjai (Adventures of Sherlock Holmes) (1905)
- Vicces arcok vicces változásai (1906)
- Automobiltolvajok (The Automobile Thieves) (1906)
- Kísértett szálloda (1907)
- Macbeth (1908)
- Salome (1908)
- III. Richárd (1908)
- Julius Caesar (1908)
- A tolvaj kéz (1908)
- Ruy Blas (1909)
- Saul és Dávid (Saul and David) (1909)
- Lear király (King Lear) (1909)
- Napóleon, a sors embere (Napoleon, the Man of Destiny) (1909)
- A nyomorultak (1909)
- Elektra (1910)
- Kis Nemo Szundiországban (1911)
- Ahogy tetszik (As You Like It) (1912)
- Egy tavaszi idill (A Spring Idyl) (1917)
- Az egér üzenete (The Message of the Mouse) (1917)
- Tiltott völgy (The Forbidden Valley) (1920)
- Barátok között (Between Friends) (1924)
- A boldog katona (The Happy Warrior) (1925)